# 해연년 (정위)
해연년(解延年, ? ~ ?)은 전한 후기의 관료이다.

## 행적
황룡 원년(기원전 49년), 정위에 임명되었다.

## 출전
- 반고, 《한서》 권19하 백관공경표 下

| 전임 가 | 전한의 정위 기원전 49년 ~ 기원전 47년? | 후임 진수 |